# Manifiesto a la Nación (Francisco I. Madero)
Manifiesto a la Nación es un documento dado a conocer por Francisco I. Madero el 5 de octubre de 1910, en San Luis Potosí. El texto comienza con un mensaje dirigido al pueblo mexicano y describe un plan de acción en doce artículos.

## Artículos destacados del documento
En el artículo 1.º se declaran nulas las Reelecciones para presidente, vicepresidente, magistrados a la Suprema Corte de Justicia de la Nación, diputados y senadores, celebradas en junio y julio de 1910.
En el 2.º artículo se desconoce al gobierno de Porfirio Díaz y a todas las autoridades no electas por el pueblo.
En el artículo 3.º se declara que la ley de terrenos baldíos abusó de pequeños propietarios, en su mayoría indígenas que fueron despojados arbitrariamente. Propone que con toda justicia se debe restituir a los antiguos poseedores y se debe exigir a quienes adquirieron de forma inmoral estos terrenos y a sus herederos que restituyan las propiedades a sus legítimos dueños, además de pagarles una indemnización por los perjuicios sufridos. Sólo en el caso de que esos terrenos hubieran pasado a tercera persona antes de la promulgación de este plan, los antiguos propietarios recibirían indemnización de aquellos en cuyo beneficio se verificó el despojo.
Uno de los artículos con más impacto en el manifiesto es el 4.º, en donde se declara Ley Suprema de la República el principio de no reelección del presidente y vicepresidente de la República, gobernadores de los estados y presidentes municipales.

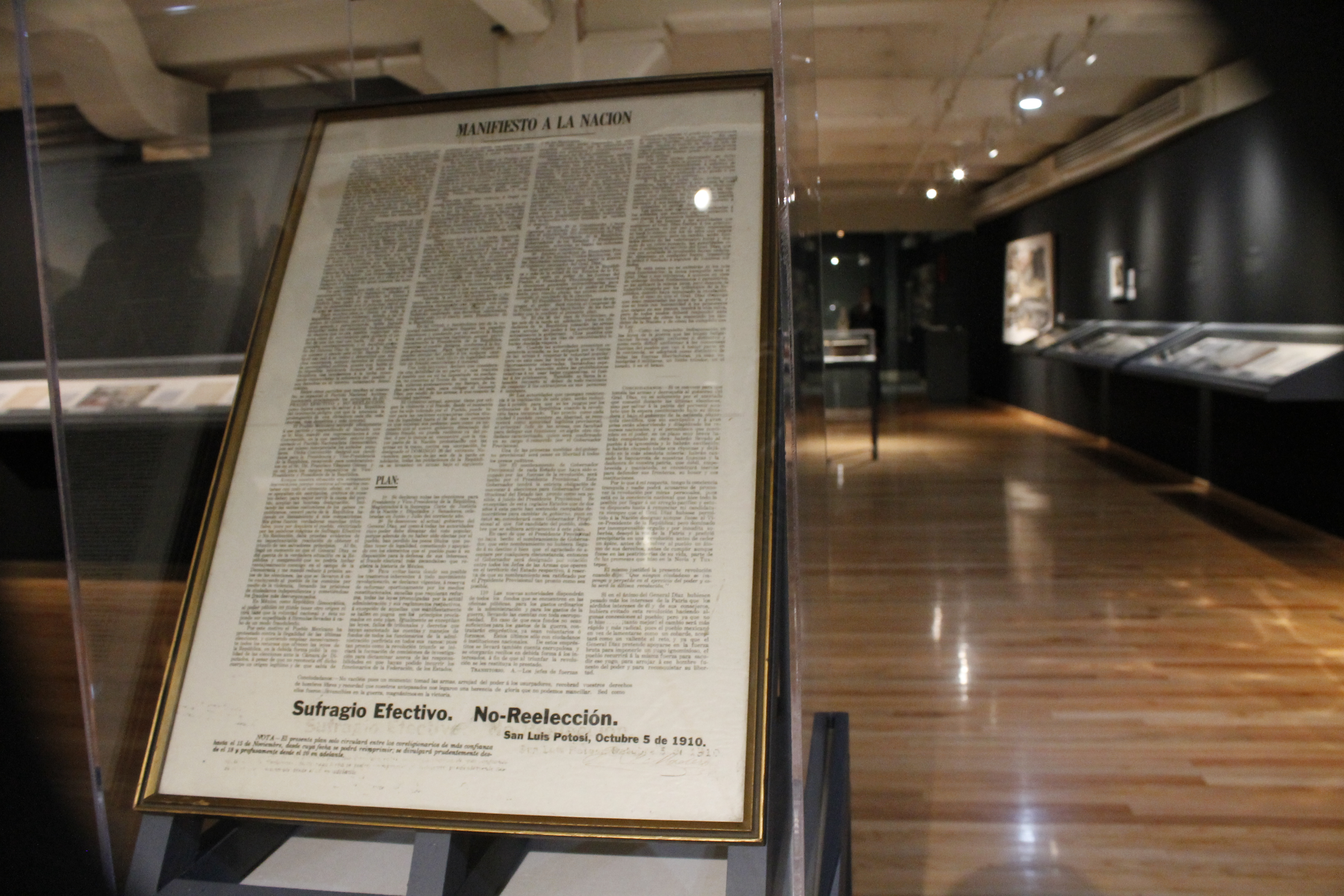
Manifiesto a la Nación expuesto en el Museo Soumaya de Plaza Loreto

En el 5.º artículo de este manifiesto, Madero asume el cargo de presidente provisional de los Estados Unidos Mexicanos, convocando a elecciones extraordinarias un mes después, cuando la mitad de los Estados de la Federación estuvieran en poder de las fuerzas del pueblo, se entregaría la presidencia a quien resulte electo. 
Se convoca a todos los ciudadanos de la República en el 7.º artículo a tomar las armas para sacar del poder a las autoridades el día 20 de noviembre a partir de las 6 de la tarde. 
Y en los artículos 8.º y 9.º respectivamente se especifica que cuando las autoridades presenten resistencia armada, se les obligará por fuerza de las armas a respetar la voluntad popular y a quienes opongan resistencia a la realización de este plan serán aprehendidos y sujetos a juicio al término de la revolución.

## Contexto histórico
Madero realizó tres giras para promover clubes antirreeleccionistas estatales con miras a celebrar una convención anual en abril de 1910, en la que se constituiría el Partido Nacional Antirreeleccionista y se designarían los candidatos para las elecciones de junio. Madero fue aprehendido por órdenes del juez de Distrito de San Luis Potosí mientras se encontraba en Monterrey, acusado de incitar a la rebelión, por lo que fue trasladado y confinado en la prisión del Estado. 45 días después fue puesto en libertad bajo fianza, aunque sin la posibilidad de salir del Estado. Durante este mismo periodo se realizaron las elecciones presidenciales.